# (9840) 1988 RQ2
A (9840) 1988 RQ2 a Naprendszer kisbolygóövében található aszteroida. P. Jensen fedezte fel 1988. szeptember 8-án.